# 대륙 철학
대륙 철학(大陸哲學, 영어: Continental philosophy, 독일어: Kontinentalphilosophie)은 오늘날의 용법에 따르면, 유럽 대륙을 중심으로 19세기에서 20세기에 걸쳐 형성된 철학의 전통으로, 동 시기에 영미권을 중심으로 형성된 분석 철학에 대립되는 분류이다.
이러한 용어는 20세기 중반에 영어권 철학자들부터 사용한 것으로, 그들은 이 용어가 분석 철학에 속하지 않은 전통과 사상가들을 언급하는 데 유용하다는 점을 발견하였다. 대륙철학은 다음의 학파나 주의를 포함한다: 독일 관념론, 현상학, 실존주의 (성립 이전의 키르케고르, 니체 등 포함), 해석학, 구조주의, 후기 구조주의, 해체주의, 페미니즘 철학, 정신분석학, 프랑크푸르트 학파의 비판 이론, 헤겔철학, 현대 마르크스주의 등이다.

## 대륙 철학이라는 개념의 외연
대륙 철학이라는 용어는 매우 모호하게 다음의 철학을 포함한다.
- 훗설, 모리스 메를로퐁티, 셸러,미셸 앙리의 현상학
- 마르틴 하이데거의 기초존재론
- 호세 오르테가 이 가세트의 살아있는 이성철학 또는 인간 삶의 형이상학
- 프리드리히 니체와 미셸 푸코의 계보학적 비판
- 정신분석
- 실존주의
- 분석적 마르크스주의를 제외한 마르크스주의
- 클로드 레비스트로스나 미셸 푸코로부터 영향받은 인문학에서의 구조주의
- 한스게오르크 가다머나 폴 리쾨르의 해석학
- 자크 데리다의 해체
- 프랑크푸르트 학파의 비판 이론

## 분석 철학과의 차이
상술하였듯 대륙 철학이라는 용어는 20세기 중반부터 영미권 철학자들이 새로운 분석철학의 흐름에 참여하지 않는 사상들을 통틀어 일컬을 때 빈번히 사용되기 시작한 것으로 여겨진다. 다만 최초의 용례는 1840년 존 스튜어트 밀이 칸트의 영향을 받은 유럽 대륙의 철학을 영국의 경험주의 철학과 대비시켜 일컬은 데서 찾을 수 있다. 또한 20세기 초부터 이미 분석 철학의 대두에 따라 오늘날과 같은 대립 구도는 이미 성립하고 있었으며, 분석철학의 선구자 중 하나인 버트런드 러셀은 헤겔 철학 등을 무가치한 것으로 치부하고 부정하였다. 러셀 자신은 1945년 저서 《서양철학사》에서 형식적 추론에 근거하는지의 여부 등 몇가지 특징을 들어 영국과 대륙의 철학 간의 대립을 설명하려 한 바 있다.
한편 분석철학과 대륙철학의 구분은 일종의 가족유사성에 따른 것으로서 엄밀히 정의된 개념이 아니므로 판단이 모호하다는 지적이 있다. 글렌디닝(S. Glendinning)에 따르면 대륙철학이라는 용어는 본래 분석철학자들에 의해 경멸적으로 사용되던 표현에 불과했다. 그럼에도 마이클 로젠(Michael E. Rosen)은 대륙 철학에 전형적인 몇가지 공통점을 찾고자 하였다.
1. 대륙 철학에서는 자연 과학이 세계를 이해하는 적절한 또는 유일한 방법이 아니라고 생각하여, 연구 기초를 과학적 방법에 두는 분석철학과 대립한다.
2. 대륙 철학자들은 대체로 철학의 탐구 대상이 사회적, 시공간적 배경, 언어, 문화, 역사 등의 문맥과 독립적으로 존재할 수 없다고 생각하며, 따라서 역사주의에 치우쳐 있다. 분석 철학이 보통 이러한 배경과 무관하게 탐구될 수 있는 주제를 다루는 것과 대조된다.
3. 많은 대륙 철학자들은 인간 주체도 이러한 배경을 변화시킬 수 있다고 여기며, 따라서 자신들의 철학을 인간적, 윤리적, 정치적 움직임에 연관시키는 경향이 있다. 마르크스가 《포이어바흐에 관한 테제》에서 "철학자들은 다양하게 세계를 분석하려고만 해왔으나, 중요한 것은 세계를 변화시키는 것"이라고 서술한 바와 같이 이러한 경향성은 마르크스주의 전통에서 잘 드러나며, 실존주의나 탈구조주의 등에 있어서도 핵심적인 특징이다.
4. 메타철학적인 입장으로도 특징지어질 수 있다. 근현대에 크게 발전한 자연과학에 대응하여 많은 대륙철학자들은 철학의 방법론과 원칙을 재정의하고자 시도하였다. 그러한 원칙에는 철학이 과학에 우선한다는 전통적 시각의 부흥(독일 관념주의, 현상학), 철학이 근본적으로 사회·문화적인 주제를 다룬다는 관점(해석학, 비판 이론, 구조주의), 철학이 그러한 일관적인 목표를 달성할 수 없을 것이라고 회의하는 시각(허무주의, 실존주의) 등이 있다.

솔로몬(Robert C. Solomon)은 대륙철학의 관점의 기원을 18세기 칸트철학에서 찾는다. 그에 따르면 대륙철학은 지식, 경험, 실재가 논리 실증적 탐구보다는 철학적 반성에 의해 얻어진다는 관념에서 비롯된 것이다.

## 역사
현대적 의미의 대륙 철학은 독일 관념론과 함께 시작된 것으로 여겨진다. 1780년대부터 이마누엘 칸트의 철학적 탐구에서 발생하기 시작한 독일 관념론은 이후 피히테, 셸링, 그리고 헤겔에 의해 주도되었으며, 낭만주의와 계몽사상의 혁명적 정치에 영향을 받아 발전했다. 초기 대륙철학의 또다른 기원은 에드문트 후설 등에 의해 기초가 놓아진 현상학인데, 이는 논리를 탐구하는 분석철학과도 접점이 있다.
대륙철학과 분석철학 간의 대립을 잘 보여주는 사례로 논리실증주의자 루돌프 카르납이 1932년 논문에서 하이데거가 강연한 《형이상학이란 무엇인가》에 대해 "논리적 구문을 무시하고 의미없는 가짜 진술을 만들어낸다"고 비판하여 논쟁을 일으킨 것을 들 수 있다. Merquior (1987)는 "프랑스에서 주류 철학의 발전 과정은 영국·독일의 분석학파와는 유독 상이한 길을 걸었다"면서 앙리 베르그송이 과학을 경계하고 직감의 지위를 높이려 한 데서 처음 이러한 대립이 두드러졌다고 주장한다.
2차 대전 이후의 대륙 철학은 특히 프랑스 철학계에서 발전하였다. 프랑스에서는 배타적이던 제3공화국 이후 처음으로 독일 철학에 대한 관심이 증가하며 마르크스와 헤겔의 저작이 대학들에서 적극적으로 탐구되기 시작했고, 실존주의를 제창한 장 폴 사르트르에 의해 현상학이 소개되기도 했다. 새롭게 등장한 대륙 철학의 조류는 구조주의와 탈구조주의로, 구조주의 철학은 클로드 레비스트로스가 페르디낭 드 소쉬르의 구조주의 언어학을 인문학에 적용하기 시작하면서 발전했으며, 탈구조주의는 자크 데리다와 질 들뢰즈가 구조주의를 비판하면서 만들어졌다. 이러한 흐름은 21세기에도 그대로 이어지고 있다.
한편, 2차 대전 전후에 유럽에서 나치즘의 박해를 피해 아렌트, 마르쿠제, 레오 스트라우스와 같은 여러 유대인 대륙 철학자들이 유입되었음에도, 1960년대까지는 미국의 대부분의 대학들에 있어서 대륙 철학은 거의 강의되지도, 논의되지도 않는 분야였다. 그러나 1970년대 이래로 영미권의 대학에서 문학, 예술 비평, 사회학, 정치학 분과를 중심으로 대륙철학 연구가 빠르게 받아들여지기 시작하였다. 일부 학자들은 더 이상 대륙 철학이라는 분류는 지리적 환경에 구애받지 않는다고 본다.